# Макаров, Аполлон Николаевич
Аполлон Николаевич Макаров (1840—1917) — русский военный деятель и педагог. Генерал от инфантерии (1906).  

## Биография
В службу вступил в 1856 году  после окончания Морского кадетского корпуса произведён в мичманы с назначением в 16-й флотский экипаж. В 1859 году окончил офицерский класс в Николаевской морской академии.  В 1862 году произведён в лейтенанты с прикомандированием ко Второму кадетскому корпусу с должностью воспитателя. В  1868 году  переименован  в капитаны армии.   В 1869 году произведён в майоры с назначением помощником директора, а с 1870 года директором учительской семинарии военного ведомства. В 1872 году произведён в подполковники, а в  1875 году  в полковники.
С 1877 года директор 2-й Московской военной гимназии. С 1878 года директор Второго кадетского корпуса. В 1886 году произведён в генерал-майоры.
С 1891 года назначен директором Педагогического музея Военно-учебных заведений. Являлся создателем Педагогических курсов офицеров-воспитателей. В 1896 году произведён в генерал-лейтенанты. В 1906 году произведён в генералы от инфантерии.
Умер 27 апреля 1917 года в Петрограде.

## Награды
Награды
- Орден Святого Станислава 3-й степени (1864)
- Орден Святой Анны 3-й степени  (1867)
- Орден Святого Владимира 4-й степени  (1871)
- Орден Святого Станислава 2-й степени  (1873)
- Орден Святой Анны 2-й степени  (1876)
- Орден Святого Владимира 3-й степени (1879)
- Орден Святого Станислава 1-й степени (1886)
- Орден Святой Анны 1-й степени  (1890)
- Орден Святого Владимира 2-й степени  (1894)
- Орден Белого орла (1897)
- Орден Святого Александра Невского (1903; Бриллиантовые знаки — 1906)

## Труды
- «Первоначальные уроки из математики и географии» "Пед. Сб., 1867 г., IX и X;
- «Воспитательно-исправительные заведения в Германии» "Пед. Сб. Кн. V и VI;
- «Педагогические курсы для подготовления офицеров в воспитательной деятельности в кадетских корпусах» СПб., 1902—1904 гг.;
- «Военно-педагогические наброски» Сб.: «После войны», СПб., 1907 г. Вып. 2, и Сб.:«Думы после войны», СПб., 1907).
- «Краткий обзор деятельности Педагогического музея военно-учебных заведений» прилож. к журн. "Пед. Сб."